# È
È, è (E-гравіс) — графема латинської абетки, варіація літери E.

## Використання
- В оригінальних роботах Шекспіра è використовується в англійському суфіксі -ed для акцентування вимови. Наприклад, wingèd може використовуватися замість winged і вимовлятися як wing-ID, а не WING'd.
- «È» в італійській мові є дієсловом-зв'язкою, що означає «є» і аналогічний до англійського «is». Походить від латинського «est» та потребує позначки для відрізнення від «e» («і, та»).
- È (è) в транслітерації піньїнь позначає звук [ɤ] з нисхідним тоном.

## Кодування
| Графема | HTML     | Юнікод | TeX |
| ------- | -------- | ------ | --- |
| È       | &Egrave; | U+00C8 | \`E |
| è       | &egrave; | U+00E8 | \`e |